# Polkovnik Deakovo, Dobrici
Polkovnik Deakovo (în bulgară Полковник Дяково, în română Azaplar) este un sat în comuna Krușari, regiunea Dobrici, Dobrogea de Sud, Bulgaria. 
Între anii 1913-1940 a făcut parte din plasa Ezibei a județului Caliacra, România.

## Demografie
Componența etnică a satului Polkovnik Deakovo
     Turci (42,75%)
     Bulgari (48,27%)
     Nicio identificare (8,96%)
     Altele (0%)
La recensământul din 2011, populația satului Polkovnik Deakovo era de 290 locuitori. Nu există o etnie majoritară, locuitorii fiind bulgari (48,27%) și turci (42,75%). Pentru 8,96% din locuitori nu este cunoscută apartenența etnică.